# 秀丽绿绒蒿
秀丽绿绒蒿（学名：Meconopsis venusta）为罂粟科绿绒蒿属下的一个种。

## 扩展阅读
- 維基物種上的相關：秀丽绿绒蒿